# Partido Nacional Social Cristiano
El Partido Nacional Social Cristiano (en francés: Parti National Social Chrétien) fue un partido político canadiense formado por Adrien Arcand en febrero de 1934, identificado con el antisemitismo, y el nacionalsocialismo del dictador alemán Adolf Hitler.
Más tarde fue conocido como el Partido de la Unidad Nacional Socialista de Canadá (en inglés: Canadian National Socialist Unity Party) o Partido de la Unidad Nacional (National Unity Party).

## Organización
En lo más alto del organigrama del partido estaba el líder secundado por un secretario general, y a continuación los miembros del Gran Consejo y los del Consejo Corporativo, compuesto por personas que supuestamente representaban los diversos oficios, profesiones, industrias y negocios, y finalmente aparecían los diversos comités, incluido el de propaganda. Geográficamente, el partido se dividió en municipios, zonas, vecindarios y secciones (siendo estas las divisiones más pequeñas).
El partido también tenía grupos especializados, incluidos los Legionarios (una especie de grupo de choque), la Guardia de Hierro (guardaespaldas del líder) y la Falange Femenina (una organización de mujeres).

## Década de 1930
El partido, conocido como el Partido Cristiano Nacional Socialista (Christian National Socialist Party); fue formado por Adrien Arcand en febrero de 1934, un fascista y antijudío, establecido en Quebec. Admirador de Adolf Hitler, se refirió a sí mismo como el «Führer canadiense». 
En octubre de 1934, el partido se fusionó con el Partido Nacionalista Canadiense, con sede en las provincias de Prairie. A mediados de la década de 1930, tuvo cierto éxito, con unos pocos miles de miembros concentrados principalmente en Quebec, Columbia Británica y Alberta. 
En junio de 1938, se fusionó con los clubes nacionalsocialistas y otros clubes nacionalistas en Ontario y Quebec, muchos de los cuales eran conocidos como Clubes de la esvástica, para formar el Partido de Unidad Nacional en una convención nacional celebrada en Kingston, Ontario. En una época de tensión anglo -francocanadiense, Arcand intentó crear un movimiento político nacionalista pancanadiense (inglés y francés). Se basó en el Partido Nacionalsocialista Obrero Alemán (NSDAP) de Alemania. Arcand luego se dirigió a Toronto, donde su nuevo partido celebró una concentración de 800 simpatizantes en Massey Hall. Sin embargo, la antifascista Liga Canadiense por la Paz y la Democracia realizó una concentración simultánea de 10 000 personas en Maple Leaf Gardens en oposición a Arcand. 
El grupo era conocido coloquialmente como los Camisas azules, y comúnmente luchaba contra inmigrantes, minorías canadienses y grupos de izquierda. El grupo se jactó de que tomaría el poder en Canadá, aunque exageró su propia influencia.

## Prohibición
El 30 de mayo de 1940, el partido fue prohibido bajo las Regulaciones de Defensa de Canadá de la Ley de Medidas de Guerra, y Arcand y muchos de sus seguidores fueron arrestados y detenidos durante la guerra. 

## Posguerra
Arcand se postuló en las elecciones federales de 1949 en la circunscripción de Richelieu-Verchères como candidato para el Partido de Unidad Nacional. Se colocó en segundo lugar, ganando 5.590 votos (29.1% del total). Volvió a ocupar el segundo lugar con el 39 por ciento de los votos cuando se postuló como «nacionalista» en Berthier-Maskinongé-Delanaudière en las elecciones federales de 1953. 
El último acto público del partido fue un mitin celebrado el 14 de noviembre de 1965 en el Paul Sauvé Arena de Montreal con la asistencia de 850 seguidores de Arcand.